# VesselSat1
VesselSat1 – sztuczny satelita wystrzelony w 2011, zbudowany w Luksemburgu - pierwszy satelita tego kraju; pierwszy satelita konstelacji VesselSat do śledzenia żeglugi morskiej poprzez odbiór sygnałów systemu (Automatic Identification System). Wraz z następcą, wynajęty firmie Orbcomm, gdzie uzupełniły system OG2, konstelację 18 satelitów z odbiornikami systemu AIS.

## Budowa
Satelita ma masę niecałych 30 kilogramów, kształt sześcianu o boku 30 centymetrów. Elementami odbiorczymi systemu AIS były dwie anteny dipolowe o długości 1,7 metra każda. Zasilany z ogniw słonecznych na ścianach bocznych. Stabilizowany obrotowo.
Do wyposażenia statku należy: komputer pokładowy, odbiorniki UHF (podstawowy i zapasowy), nadajniki UHF (podstawowy i zapasowy), odbiornik GPS (podstawowy i zapasowy), podwójny odbiornik AIS, dwa trójosiowe czujniki Słońca, magnetometr trójosiowy Honeywell HMC1053, dwa żyroskopy dwuosiowe STMicro LPY510AL, magnetyczne koła zamachowe.